# Cryptognathus striatus
Cryptognathus striatus är en spindeldjursart som beskrevs av Malcolm Luxton 1973. Cryptognathus striatus ingår i släktet Cryptognathus och familjen Cryptognathidae. Inga underarter finns listade i Catalogue of Life.